# Vojščica
Vojščica je naselje v Občini Miren - Kostanjevica.

## Zgodovina
Na območju Vojščice se je že v času prazgodovine oblikovala manjša skupnost, ki je zgradila gradišče. Kontinuiteta poselitve se je nadaljevala tudi v železno dobo in v obdobje antičnega Rima.
V Vojščici je že od 13. stoletja naprej stal manjši neutrjeni dvor, ki je bil sedež obširne zemljiške posesti, ki so jo v 14. stoletju posedovali ministeriali Goriških grofov, rodbina Thurn. Poleg stolpastega dvora je tamkaj stala tudi cerkev Sv. Vida, okoli katere je že v 15. stoletju nastal protiturški tabor. Po koncu Avstrijsko-Beneških vojn je ta tabor ali utrdba izgubil svoj strateški pomen in začel propadati.
Vojščico je močno prizadela 1. svetovna vojna. večina hiš je bila razrušenih. Od gradu, pa je ostal samo del stene prezbiterija cerkve sv. Vida. Nova cerkev posvečena istemu svetniku je bila postavljena med letoma 1924 in 1928. Leta 1957 je bila ustanovljena župnija Vojščica.